# Procris ruhlandii
Procris ruhlandii är en nässelväxtart som beskrevs av H. Schröter. Procris ruhlandii ingår i släktet Procris och familjen nässelväxter. Inga underarter finns listade i Catalogue of Life.